# María de Brandeburgo-Kulmbach
María de Brandeburgo-Kulmbach (en alemán, Marie von Brandenburg-Kulmbach; Ansbach, 14 de octubre de 1519-Heidelberg, 31 de octubre de 1567) fue una princesa de Brandeburgo-Kulmbach, y por matrimonio electora palatina.

## Biografía
María era la hija mayor del margrave Casimiro de Brandeburgo-Bayreuth (1481-1527) y de su esposa, Susana de Baviera (1502-1543), hija del duque Alberto IV de Baviera. Después de la muerte de su padre, María fue criada en la fe luterana por su tío, Jorge Federico de Brandeburgo-Ansbach.
El 21 de octubre de 1537, en Kreuznach, María contrajo matrimonio con Federico de Simmern, que luego se convertiría en elector palatino (1559-1576). El matrimonio fue feliz. María, que fue descrita como inteligente y religiosa, influyó a su marido católico para que se convirtiera al protestantismo; él lo hizo en 1546, y también asumió el control de los territorios francos de su cuñado, Alberto Alcibíades de Brandeburgo-Kulmbach. A menudo María debía pedirle ayuda financiera a su tío, el duque Alberto I de Prusia.
Después de la muerte del padrastro de María, Otón Enrique del Palatinado, en 1559, su marido Federico se convirtió en elector palatino. Como electora, ella estuvo muy implicada en asuntos de estado aunque Federico no toleraba interferencia directa. Tuvo influencia en asuntos religiosos, y como una devota seguidora del luteranismo, se opuso firmemente al zwinglianismo.
María pasó el último año de su vida sufriendo de gota y estuvo la mayor parte del tiempo postrada en su cama.
Falleció el 31 de octubre de 1567, a los 48 años. Fue enterrada en la Iglesia del Espíritu Santo en Heidelberg.

## Descendencia
María y Federico tuvieron once hijos:
- Alberta (1538-1553).
- Luis VI (1539-1583), sucedió a su padre como elector del Palatinado. Desposó en 1560 a la princesa Isabel de Hesse, y en segundas nupcias en 1583 a la princesa Ana de Frisia Oriental.
- Isabel (1540-1594), desposó en 1558 al duque Juan Federico II de Sajonia (1529-1595).
- Germán Luis (1541-1556).
- Juan Casimiro (1543-1592): conde palatino de Simmern. Desposó en 1570 a la princesa Isabel de Sajonia (1552-1590).
- Dorotea Susana (1544-1592), desposó en 1560 al duque Juan Guillermo de Sajonia-Weimar (1530-1573).
- Alberto (1546-1547).
- Ana Isabel (1549-1609), desposó en 1569 al landgrave Felipe II de Hesse-Rheinfels (1541-1583), y en segundas nupcias al conde palatino Juan Augusto de Veldenz-Lützelstein (1575-1611).
- Cristóbal, asesinado.
- Carlos (1552-1555).
- Cunegunda Jacoba (1556-1586), desposó en 1580 al conde Juan VI de Nassau-Dillenburg (1536-1606).